# Trude Guermonprez
Pour les articles homonymes, voir Guermonprez.
Trude Guermonprez, née le 9 novembre 1910 à Dantzig en Allemagne et morte le 8 mai 1976 à San Francisco, est une artiste textile germano-américaine. Elle a longtemps enseigné le tissage, travaillé pour les ateliers textiles et des architectes. Elle a aussi réalisé des œuvres personnelles graphiques et sensibles, inspirées de la poésie. Peu reconnue de son vivant, elle a maintenant des tapisseries dans de nombreuses collections aux États-Unis. 

## Biographie

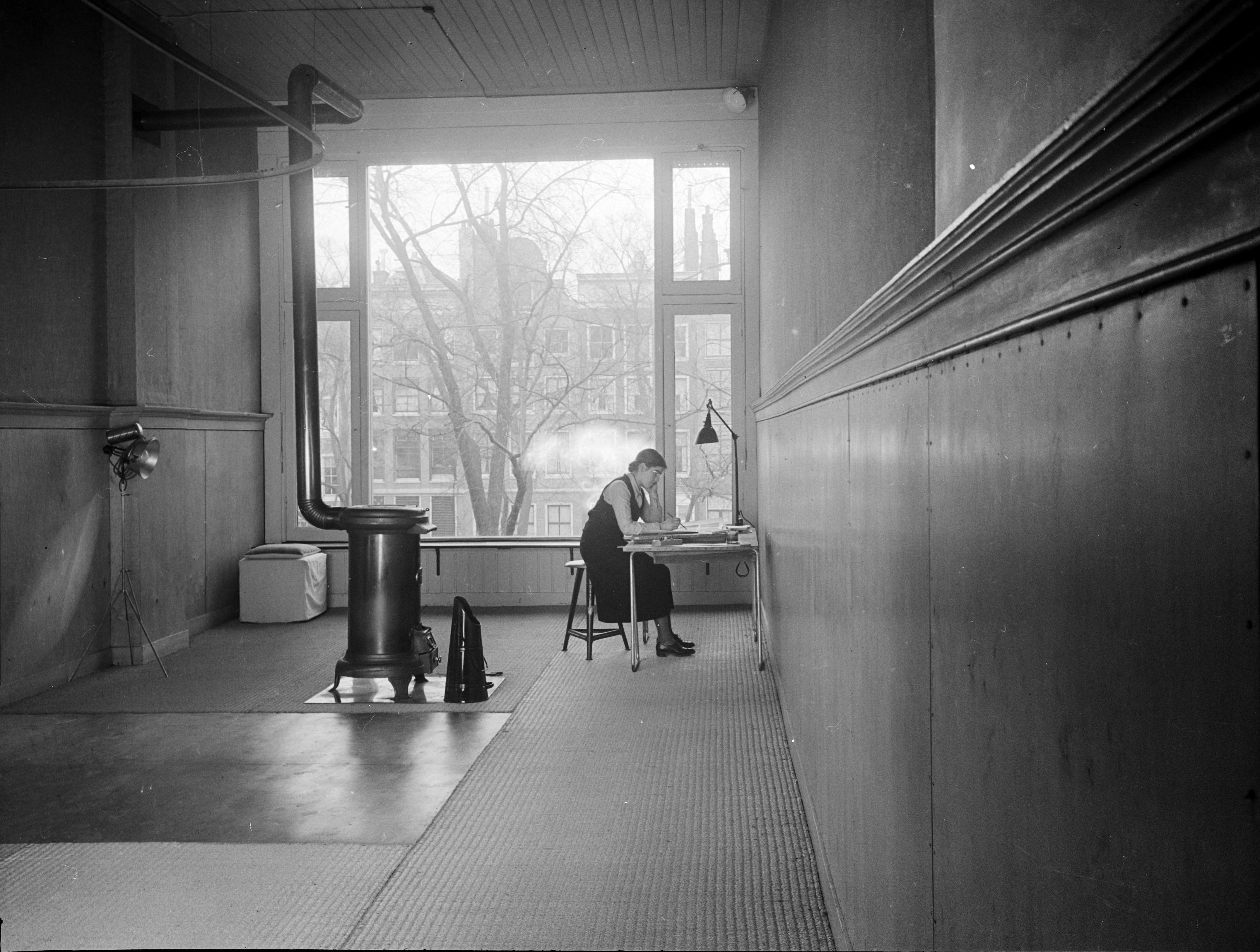
Trude Jalowetz à Amsterdam (1937)

### Enfance et formation
Trude Guermonprez est née Gertrud Jalowetz le 9 novembre 1910 à Dantzig, l'actuelle Gdańsk, dans une famille d'artistes. Son père est Heinrich Jalowetz, un chef d'orchestre autrichien, ancien élève d'Arnold Schönberg, sa mère Johanna Groag est professeure de chant et sœur de l'architecte Jacques Groag, lui-même mari de l'artiste textile Jacqueline Groag. Sa sœur Lisa Jalowetz, née en 1920, est également plasticienne et est mariée au décorateur Boris Aronson. 
Trude Guermonprez fréquente les Kölner Werkschulen (École des beaux-arts et arts appliqués) en 1930 et, à partir de 1931, l'école des arts et métiers Burg Giebichenstein à Halle (Saale), où elle suit les cours de Benita Otte, formée au Bauhaus, puis directrice de l'atelier de tissage de l'école. 
En 1933, elle obtient un diplôme professionnel en textile à Berlin et une bourse pour étudier le tissage scandinave en Suède et en Finlande. 
Après ses études, Trude Guermoprez se rend aux Pays-Bas où elle approfondit sa connaissance du tissage en travaillant pour les ateliers Het Paapje. 

### Les années de guerre
Avec la prise de pouvoir par les nazis en 1933, ses parents émigrent aux États-Unis. Trude Jalowetz qui vient d'épouser le photographe Paul Guermonprez, ancien élève du Bauhaus, reste aux Pays-Bas, où elle installe un atelier de tissus et tapis tissés à la main dans l'entreprise Het Paapje.   
Paul Guermonprez entre dans la résistance pendant l'occupation allemande des Pays-Bas et sera fusillé à Amsterdam le 10 juin en 1944. 
Après la libération des Pays-Bas, elle travaille comme conseillère artistique pour l'atelier de tissage de Ploeg à Bergeijk. 

### Les États-Unis
À l'invitation d'Anni Albers qui est alors professeure au Black Mountain College en Caroline du Nord, Trude Guermonprez rejoint les États-Unis. Elle prend la direction de l'atelier de tissage de l'école, pendant le congé sabbatique d'Anni Albers, en voyage d'étude au Mexique avec son mari Josef Albers. La mère de Trude Guermonprez, Johanna Jalowetz, et sa sœur Lisa Aronson, sont également au Black Mountain College, son père est décédé peu de temps après son émigration. Au retour d'Anni Albers, Trude Guermonprez continue à enseigner à temps plein et reste au Black Mountain College jusqu'à la dissolution du programme de tissage en 1949.  
En 1949, elle rejoint une amie de Halle, Marguerite Friedlaender  ancienne élève du Bauhaus, dans le collectif d'artistes Pond Farm à Guerneville, et y enseigne le tissage,. Elle y rencontre et épouse en secondes noces John Elsesser. Ils s'installent à San Francisco.  
À partir de 1954, elle enseigne à plein temps au California College of the Arts et au San Francisco Art Institute. Parmi ses élèves figurent Kay Sekimachi Stocksdale, Anne Wilson et Jane Lackey. En 1960, elle est nommée directrice du département des métiers d'art et continue à y enseigner pendant près de dix-sept ans. 
À travers ses cours, elle s'efforce d'encourager la capacité inventive de penser dans un médium spécifique. La connaissance des matières premières, la couleur, la texture, la construction et leurs influences réciproques sont, pour elle, les éléments de base pour la création. 
En plus de son propre travail, elle a souvent servi de modèle pour les photographies de son mari, Paul Guermonprez, de Heinrich Koch et surtout pour Gerhard Marcks qui a réalisé de nombreux dessins d'elle,. 
Trude Guermonprez meurt à San Francisco en 1976.

## Œuvre artistique
Gertrud Guermonprez conçoit de nombreux échantillons et des tissus industriels pour des fabricants textiles de New York et de Californie ainsi que des commandes pour des particuliers, des bureaux d'architecture et des synagogues. Selon le Cooper–Hewitt, Smithsonian Design Museum, ses designs abstraits, influencés par le Bauhaus, ont contribué de manière significative au développement du modernisme en Californie et au-delà.    
Trude Guermonprez a une excellente maîtrise des techniques et une compréhension intuitive des matériaux mais elle laisse aussi les fibres guider son travail et garde la simplicité dans l'expression de son message visuel. Sa sensibilité picturale, associée à des influences personnelles et poétiques, a abouti à des œuvres à la fois graphiques et délicates.    
Son travail est inspiré par l'observation de la nature, la poésie et la peinture. Son design simple et poétique aboutit à des œuvres graphiques et sensibles.     
De 1961 à 1965, elle s'éloigne de la tapisserie traditionnelle, réalise des séries de tapisseries tri-dimensionnelles, (Arachne en 1963) et expérimente l'incorporation de textes et de symboles dans son tissage (Completed Notes to John, 1966 et Birth of Round, 1968-69).
Du milieu des années 1960 au début des années 1970, son tissage revient à un style plus proche de la peinture : Notes on John I & II (1966), Our Mountains (1971) et Mandy's Motto (1975). Les œuvres de ses dernières années expriment davantage ses réflexions personnelles, ses sentiments et sa vie.   
En 1968, elle est commissionnée pour tisser une tenture pour le Temple Beth Am, à Los Altos.   

## Distinctions
Elle est membre de l'American Crafts Council en 1975 et a reçu le Gold Key Award de la National Home Furnishings League en 1962.
En 1970, elle obtient la médaille de l'artisanat de l'American Institute of Architects.
Malgré ces distinctions, Trude Guermonprez a eu peu de reconnaissance de son vivant.

## Exposition
Sa seule exposition, organisée par le musée de la Californie à Oakland, aura lieu après sa mort, en 1982, sous le titre The Tapestries of Trude Guermonprez (Les Tapisseries de Trude Guermonprez).

## Collections
Les œuvres de Trude Guermonprez se trouvent dans les collections du Oakland Museum, du Cooper–Hewitt, Smithsonian Design Museum à New York, de l'Art Institute of Chicago, du Musée des Beaux-Arts de San Francisco et du Los Angeles County Museum of Art.